# Marius Théodule Francisco
1. REDIRECTION Marius Francisco